# Gravettien
Das Gravettien (Aussprache [ɡravɛˈti̯ɛ̃ː]) ist die wichtigste archäologische Kultur des mittleren Jungpaläolithikums in Europa. Jäger und Sammler des Gravettiens haben ihre Spuren vom heutigen Spanien bis zur heutigen Ukraine hinterlassen. Das Gravettien dauerte etwa von 32.000 bis 24.000 v. Chr.
Das Gravettien fällt klimatisch in das Kältemaximum der Weichsel-/Würm-Kaltzeit. Das ältere Gravettien ist durch rückengestumpfte Klingen und Gravette-Spitzen definiert. Regionale Ausprägungen des älteren Gravettiens sind das Périgordien IV (SW-Frankreich) sowie das Pavlovien in Mähren, Niederösterreich und der Slowakei. Hierbei ist zu beachten, dass das Gravettien des Ostens eine größere wirtschaftliche Spezialisierung und ausgeprägtere technische Merkmale besitzt als das Gravettien des Westens. Das Jüngere Gravettien (Kerbspitzen-Horizont) wird auch Willendorf-Kostenkien genannt, nach Fundschichten in Willendorf (Wachau) und Kostenki am Don.
In Süd- und Osteuropa gibt es nach dem Kältemaximum weiterbestehende Traditionen des Gravettiens („Epigravettien“), die dort zeitgleich zum westeuropäischen Magdalénien bestehen.

## Begriffsgeschichte
Der Begriff Gravettien wurde 1938 von Dorothy Garrod eingeführt, nach Funden im Abri La Gravette bei Bayac im Département Dordogne. Er ersetzt die von Henri Breuil als Aurignacien inferieur bezeichnete, durch Font-Robert- sowie Gravette-Spitzen gekennzeichnete Phase des Aurignacien. In der südfranzösischen Klassifikation von Denis Peyrony entspricht es dem Périgordien IV und V. Wegen der Dominanz des Gravettien-Zeithorizontes im Paläolithikum der Dordogne wird es zuweilen verkürzt als Périgordien (ohne Hinzufügung der Stufe) bezeichnet.

## Geschichtliche Entwicklung und Stratigraphie
Das Gravettien folgt auf das Aurignacien 4b und wird seinerseits vom Solutréen (Protosolutréen) oder vom Epigravettien abgelöst. Der Übergang vom Aurignacien zum Gravettien ist jedoch nicht klar abzugrenzen, sondern es kommt vielmehr zu einer Überlappung der beiden Kulturen. Die ältesten Funde des Gravettiens stammen aus Kozarnika in Bulgarien gefolgt von Buran Kaya auf der Krim. Beide Fundstellen sind etwas älter als Willendorf II, dessen älteste Gravettelage (Lage 5) mit 30.500 Radiokohlenstoffjahren bzw. 32.616 v. Chr. datiert werden konnte (Denekamp II). In Molodova V (Ukraine) setzt das Ältere Gravettien ab 30.200 Radiokohlenstoffjahren bzw. ab 32.440 Jahren v. Chr. ein und im Geißenklösterle (Schwäbischer Jura) wurden 29.500 Radiokohlenstoffjahre bzw. 31.929 Jahre v. Chr. für den Beginn des Gravettiens ermittelt.
Das Aurignacien kann seinerseits neben dem Gravettien weiter fortbestehen, so wird es beispielsweise in Alberndorf (Niederösterreich) noch bis 28.400 Radiokohlenstoffjahre (30.835 v. Chr.) und in Mitoc-Malu Galben (Rumänien) sogar noch bis 27.500 Radiokohlenstoffjahre (30.108 v. Chr.) angetroffen. Aus Moldawien werden sogar noch jüngere Alter für das Aurignacien berichtet.
Nach Beendigung des Maisières-Interstadials kam es zu einer stetigen Klimaverschlechterung, die zum Heinrich-Ereignis H3 führte. In diesen Zeitraum (28.000 bis 26.000 BP oder 30.524 bis 29.013 v. Chr.) fällt die Maximalentwicklung des Mittleren Gravettiens und anschließend des Pavloviens (26.500 bis 25.500 BP oder 29.334 bis 28.410 v. Chr.) zu Beginn des Tursac-Interstadials.
Der Übergang zum Jüngeren Gravettien (im Zeitraum 26.000 bis 25.000 BP oder 29.013 bis 28.028 v. Chr.) wird durch die ersten Lössablagerungen (entlang der großen Flüsse) im späten Hochglazial gekennzeichnet. Das Jüngere Gravettien selbst kann in zwei Abschnitte unterteilt werden. Der erste Abschnitt dauerte von 25.000 bis 23.000 BP (bzw. 28.028 bis 25.629 v. Chr.) und zeichnet sich durch Kerbspitzen aus. Nach dem Tursac-Interstadial erfolgte eine erneute Klimaverschlechterung mit deutlicher Abkühlung. Es blieb jedoch feucht, so dass die Tundraböden vergleyten.
Während des zweiten Abschnitts von 23.000 bis 20.000 BP (25.629 bis 21.977 v. Chr.) wurde um 20.600 BP (22.632 v. Chr.) der Kältetiefpunkt erreicht (Brandenburg-Lezno-Phase) und die Obere Lösslage deponiert. Es herrschte zu diesem Zeitpunkt eine extrem trockene Kälte. Aufgrund der extremen Umweltbedingungen scheint es unter den damaligen Jäger-Sammlern zu einer grundlegenden Umstrukturierung in ihrer Ernährungsweise gekommen zu sein. Die Ausbreitung xerischer Substrate und die Vereinheitlichung der Steppenbiotope war dem angestammten Großwild abträglich. Die damaligen Menschen sahen sich daher gezwungen, zu einer saisonbedingten Jagd auf Ren und Pferd überzugehen.
Mit dem Dansgaard-Oeschger-Ereignis DO2 und der Rückkehr zu einem feuchteren Klima etablierte sich in Süd- und Osteuropa das Epigravettien, das bis zum Beginn des Holozäns andauern sollte. In Westeuropa hatte das Protosolutréen schon etwas früher (um 21.700 BP bzw. 23980 v. Chr.) eingesetzt.

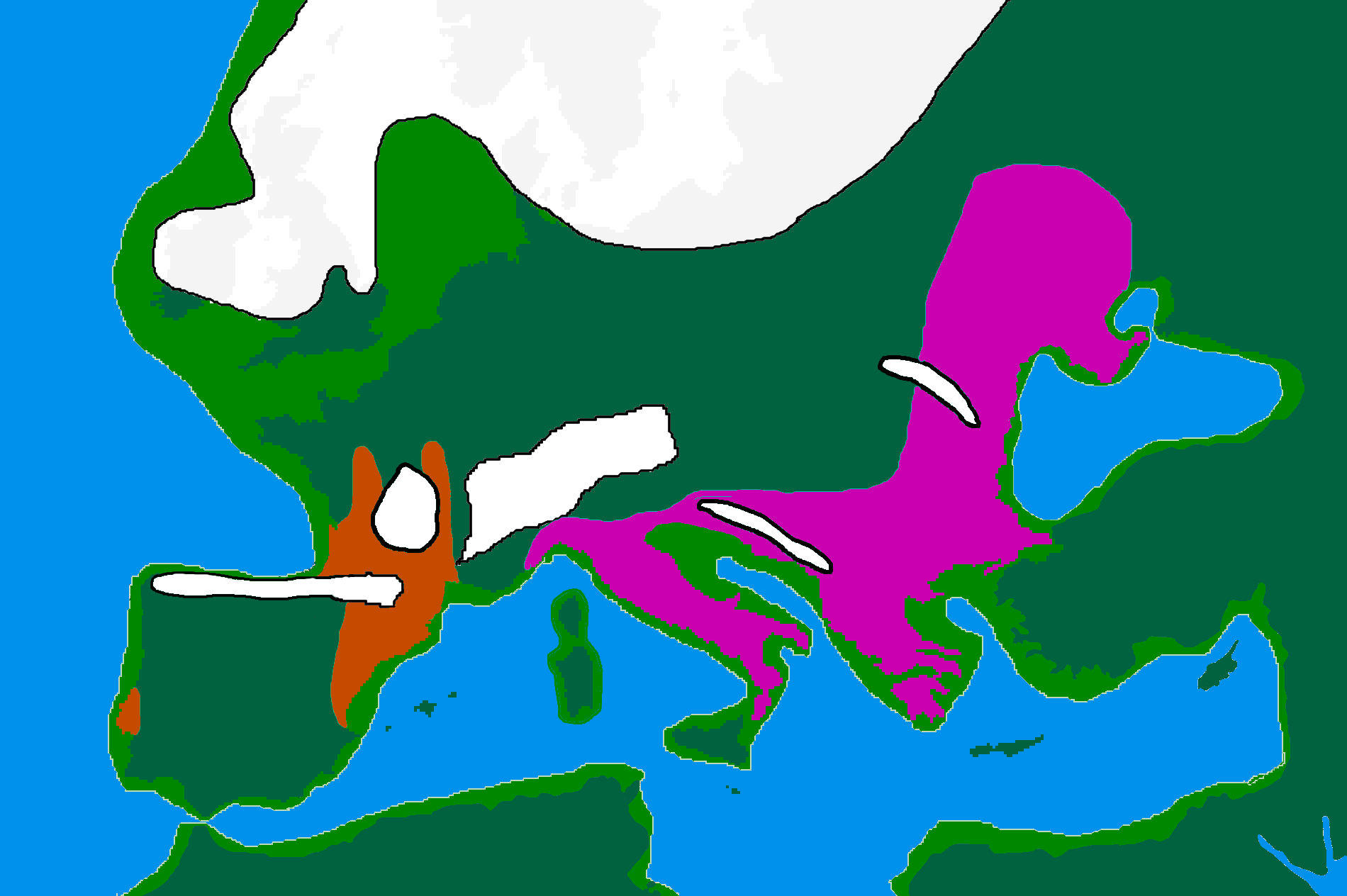
Europa vor 20.000 Jahren. Das letzte glaziale Maximum herrschte vor etwa 21.000 bis 18.000 Jahren.
Solutréen-Kultur
Epi-Gravettien-Kultur

In Frankreich kann mittlerweile folgende Abfolge von Gravette-Industrien erkannt werden (von jung nach alt):
- Spätes Gravettien
  - Protomagdalénien
- Jüngeres Gravettien
  - Laugérien B Typus
  - Laugérien A Typus
- Mittleres Gravettien
  - Rayssien
  - Noaillien
- Älteres Gravettien
  - undifferenziertes Gravettien
  - Fontirobertien
  - Bayacien

Anmerkung: Die Stufen des Périgordiens sollten wegen Unstimmigkeiten nicht mehr verwendet werden.
Die älteste Industrie ist das Bayacien, das nach Beendigung des Maisières-Interstadials auf das Aurignacien 4b folgt und sich durch sehr viele kleine Pfeilspitzen (franz. fléchettes) auszeichnet. Das Fontirobertien mit den typischen Font-Robert-Spitzen und nur noch wenigen fléchettes ist entweder eine eigenständige Fazies parallel zum Bayacien oder aus diesem hervorgegangen. Beide Fazies werden eindeutig vom undifferenzierten Gravettien, das sich während des Kälterückfalls des Heinrich-Ereignisses H3 entwickelte, überlagert. Das Noaillien mit den charakteristischen Noailles-Sticheln und das anschließende Rayssien mit Raysse-Sticheln entstanden während des wärmeren Tursac-Interstadials. Das Laugérien mit Microgravetten, unterteilbar in zwei Fazies (Typus A mit Sticheln, deren Abschlagstellen retuschiert wurden, Gravettespitzen und Microgravetten sowie Typus B mit rautenförmigen Sticheln und Mikrogravetten), fällt in die beginnende Abkühlungsphase nach dem Tursac-Interstadial. Es verlässt den französischen Raum und greift nach Belgien und ins Rheinland aus. Die letzte Gravette-Industrie ist das Protomagdalénien während eines untergeordneten Interstadials vor Einsetzen des sehr kalten Heinrich-Ereignisses H2 und der Brandenburg-Phase (Letzteiszeitliches Maximum).

## Genetische Befunde
Im Jahre 2014 wurden die Funde von Kostenki (K-12) am mittleren Don genetisch untersucht und auf 36.200 bis 38.700 Jahre geschätzt. Genetisch wird er als dunkelhäutiger basal eurasian bezeichnet, der in Westasien und Europa verbreitet war und mit den Venusfiguren harmonieren, die in diesen Gebieten gefunden wurden. K-12 steht eindeutig den Europäern näher und ist nicht mit der Population von Ostasien verwandt, sodass man von einer Spaltung zum Ende der Moustérien-Kultur in Westasiatisch und Ostasiatisch ausgeht. Zudem wies K-12 etwa zwei Prozent Neanderthal-Erbgut auf, was darauf hinweist, dass vor rund 54.000 Jahren eine Vermischung mit Neandertalern stattgefunden hat. Die damalige morphologisch anhand der Knochen angefertigte Beschreibung als „australoid“ bestätigt sich genetisch nicht. Die Einwanderung nach Europa hat damit rechnerisch vor etwa 36.200 Jahren stattgefunden. Die yDNA von K-12 ist heute in Europa selten bis gar nicht vorhanden, die mtDNA war im Neolithikum die häufigste Gruppe. Diese Ergebnisse entfachen die Diskussion über die Altsteinzeit neu.

## Archäologisches Inventar

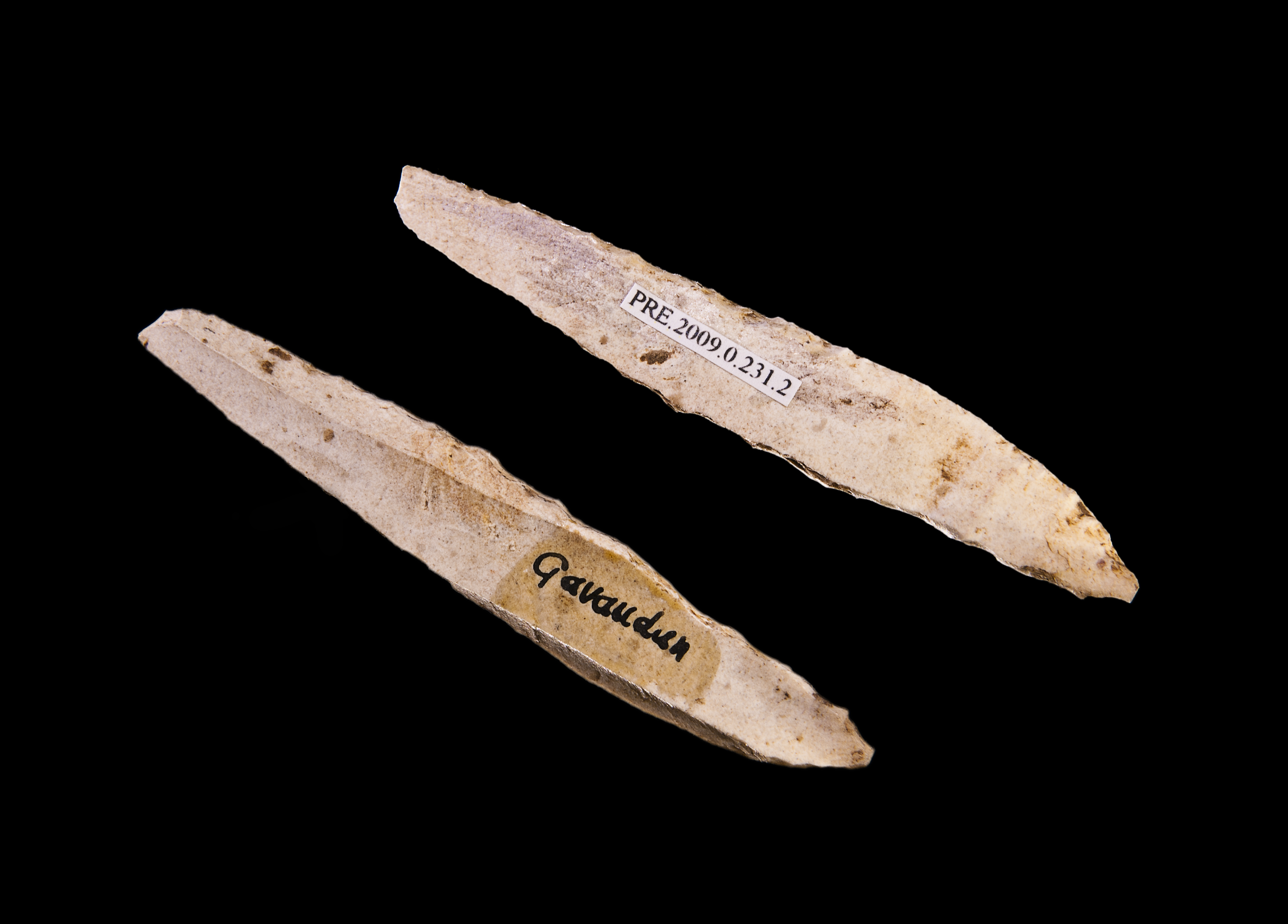
Gravettespitze

Das für das Gravettien typische Feuersteingerät ist die Gravettespitze, eine schmale Spitze, die auf einer Langseite komplett steil retuschiert und so mit einem stumpfen Rücken versehen ist. Vermutlich wurden mehrere dieser Spitzen hintereinander schräg in einen Holzschaft eingesetzt und mit Birkenpech fixiert, um so eine Harpune mit Widerhaken zu erhalten. Ob zu dieser Zeit Pfeil und Bogen verwendet wurden, lässt sich wegen des Fehlens entsprechender Bogenfunde nicht beantworten. Einige Archäologen gehen davon aus, dass die grazilen Rückenmesser und Gravettespitzen nur zu schlanken Speeren passen, die mit Speerschleudern abgeworfen wurden.
Der älteste bekannte Bumerang wurde 1985 in der Obłazowa-Höhle in den polnischen Karpaten entdeckt und konnte mit der Radiokohlenstoffdatierung auf ein Alter von etwa 23.000 BP (25.629 v. Chr.) bestimmt werden. Aus dem Zeithorizont des Gravettien stammen außerdem die ältesten Nachweise von Textilien. Fragmente aus gebranntem Ton in Dolní Věstonice enthielten Abdrücke von Fäden, mehreren Arten von textilen Bindungen, Knoten und Netzen.

## Jagd
Als Jagdbeute konnten vor allem Wolf, Ren, Hasen, Polarfüchse und verschiedene Vogelarten durch Knochenfunde nachgewiesen werden. Der Anteil dieser kleineren Tiere an der Beute schien überwogen zu haben. Denn der Anteil an Mammutknochen bildete etwa im mährischen Pavlov nur 7,5 % beziehungsweise 18,9 % des ausgewerteten Knochenmaterials. Natürlich konnte ein erlegtes Mammut – eine sicher schwierige und gefährliche Beute – eine Gruppe über sehr viel längere Zeit ernähren.
Einfache Formen der Nahrungskonservierung und Lagerung wenigstens über einen kurzen Zeitraum dürfen in dieser Zeit ebenfalls angenommen werden. Neben der Jagd gab es auch den Fischfang als Nahrungsquelle.

## Kunstwerke des Gravettiens

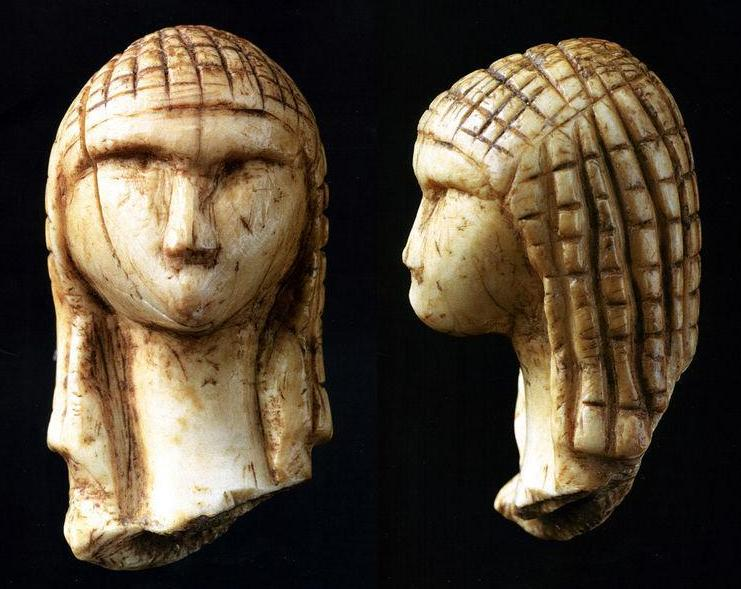
Kopf der Venus von Brassempouy in Frontal- und Profilansicht

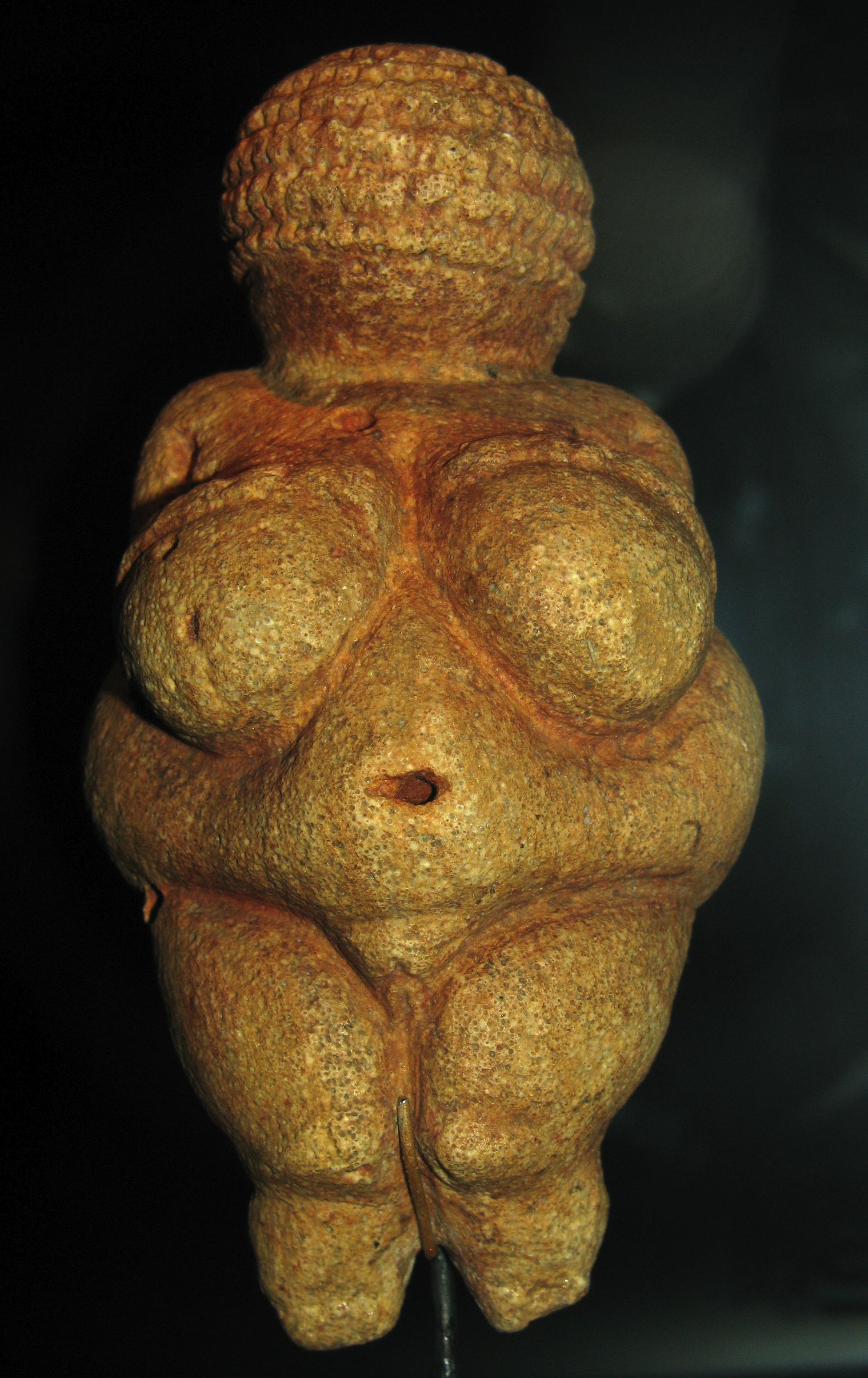
Venus von Willendorf

Im Gravettien gab es in quantitativer und qualitativer Hinsicht einen Höhepunkt der Höhlenmalerei. Ein spezielles Kennzeichen gravettienzeitlicher Höhlenmalerei sind Handnegative. Außerdem sind vielfältige Kleinkunst- und Schmuckobjekte überliefert. Hierzu gehören zum Beispiel Tierfiguren (die erstmals aus gebranntem Ton hergestellt wurden, so zum Beispiel in Dolní Věstonice, wo Figuren aus gebranntem Lehm gefunden wurden, die bei Temperaturen bis zu 800 Grad Celsius gebrannt wurden). In der Zeit des Gravettien wird Schmuck auch mit ins Grab gegeben, so zum Beispiel in Sungir.
Charakteristisch für den jüngeren Abschnitt des Gravettiens (ca. 25.000 bis 22.000 BP) sind Frauenstatuetten, veraltet als Venusfigurinen bezeichnet. Wegen des häufigen und stilistisch sehr ähnlichen Auftretens (über 100 Exemplare) im gesamten Europa bis nach Sibirien spricht man bei dieser Zeit auch vom „Statuetten-Horizont“. Die Figuren bestehen entweder aus Mammut-Elfenbein (z. B. Venus von Brassempouy, Venus von Moravany), aus gebranntem Ton wie die Venus von Dolní Věstonice oder aus oolithischem Kalkstein wie die Venus von Willendorf. Andere Venusfiguren sind als Halbreliefs aus einer Felswand herausgearbeitet (z. B. Venus von Laussel).
Ein Vergleich von Schmuckstücken – zum Beispiel Bernsteinanhänger, Armreifen aus Elfenbein, Zähne von Fuchs und Bär – aus 112 Fundstätten des Gravettiens ergab, dass zwischen 34.000 und 24.000 Jahren vor heute in Europa neun geografisch getrennte, kulturelle Einheiten unterschieden werden können, deren Angehörige die Zugehörigkeit zu einer bestimmten Kultur anhand des Schmucks signalisierten. Die neun Ornamentcluster lassen sich nur teilweise durch geografische Gegebenheiten erklären, wurden manchmal über Generationen hinweg beibehalten und können daher am wahrscheinlichsten als Ausdruck einer gemeinsamen Identität interpretiert werden.

## Archäologische Fundstellen
Belgien
- Schmerling-Höhlen (Engis)
- Grottes des Fonds-de-Forêt
- Höhlen von Goyet
- Maisières-Canal (Freilandfundstätte)
- Moha, Trou du Chena
- Pont-à-Lesse, Trou Magritte
- Huccorgne, La Station-de-l'Hermitage (Freilandfundstätte)
- Grotte von Spy (Jemeppe-sur-Sambre),
- Walou

Bulgarien
- Kozarnika

Deutschland
- Hohler Fels bei Schelklingen
- Geißenklösterle und Brillenhöhle bei Blaubeuren
- Klausenhöhle und Abri 1[27] bei Essing im Unteren Altmühltal
- Salching[28]
- Spardorf bei Erlangen[29]
- Mainz Linsenberg, Koblenz-Metternich und Rhens im Rheinland[30]
- Bilzingsleben[31]
- Weinberghöhlen bei Mauern[32]

England
- Bramford Road bei Ipswich (Freilandfundstätte)
- Creswell Crags
- Hyena Den
- Kents Cavern bei Torquay

Frankreich
- Elnes
- Falaises du Blot (bei Cerzat, Haute-Loire)
- Font-Robert
- Fourneau du Diable
- Grotte de Montgaudier, (Charente)
- Grotte du Visage (Charente)
- Cosquer-Höhle (bei Marseille)
- Höhle von Gargas (Hautes-Pyrénées)
- La Ferrassie
- La Gravette (bei Bayac) – Typlokalität
- Labattut (Abri)
- Laraux (bei Lursac-les-Châteaux, Vienne)
- Laugerie-Haute (Ost)
- Laussel
- Le Cirque de la Patrie (bei Nemours)
- Le Flageolet (Le Flageolet I)
- Les Vachons (bei Voulgézac, Charente)
- Les Peyrugues (Abri)
- Noailles
- Pair-non-Pair
- Pataud (Abri)
- Pech Merle
- Plasenn-al-Lomm (Île de Bréhat, Bretagne)
- Renancourt-lès-Amiens
- Roc de Combe (Lot)
- Terme-Pialat
- Trou de la Chèvre (bei Bourdeilles)
- Tursac (Abri du Facteur)
- Vignaud (Abri)

Griechenland
- Höhle von Seidi

Moldawien
- Climautsi
- Cosautsi
- Podgor

Niederlande
- Venray

Niederösterreich
- Aggsbach
- Albensdorf
- Grub an der March-Kranawettberg
- Kamegg bei Gars am Kamp
- Krems-Hundssteig[33][34][35]
- Krems-Wachtberg[36][37][38]
- Stillfried
- Stratzing-Galgenberg
- Willendorf in der Wachau

Polen
- Bzroskvinia
- Obłazowa-Höhle
- Spadzista

Rumänien
- Crasnaleuca
- Mitoc-Malu Galben
- Ripiceni-Izvor

Russland
- Avdeevo
- Kostenki

Slowakei
- Moravany nad Váhom
- Nitra Cermán

Tschechien
- Dolní Věstonice, Milovice und Pavlov in Südmähren
- Petřkovice in Schlesien
- Předmostí (Ortsteil von Přerov) in Nordmähren
- Stránská skála

Ukraine
- Buran-Kaya
- Molodova
- Siuren I (Krim)

Ungarn
- Sagvar

Wales
- Paviland Cave (Goat’s Hole)